# José Antonio Palomino i Ortiz
José Antonio Palomino i Ortiz (Alacant, 22 de juliol de 1973) és un exfutbolista professional valencià, que ocupava la posició de migcampista.

## Trajectòria
Sorgit del planter de l'Hèrcules CF, va passar pels diferents equips de l'entitat, inclòs el Mutxamel, en aquella època filial herculà. La temporada 91/92 aplega al primer equip, tot i que trigaria dos anys a consolidar-se.
A partir de la temporada 93/94, Palomino es va fer fix a l'onze de l'Hèrcules. La seua millor campanya va ser la 95/96, amb sis gols en 37 partits. Eixe any, l'Hèrcules pujava a primera divisió. A la màxima categoria, però, l'alacantí tot just va comptar en 18 partits, quasi la meitat com a suplent. El migcampista va passar dos anys més a l'Hèrcules a Segona Divisió, però ja no mostrava el mateix nivell que abans.
L'estiu de 1998, l'Hèrcules baixa a Segona B i Palomino deixa el club. Prosseguiria jugant en equips del sud del País Valencià, com el Benidorm CD, el Santa Pola i l'Eldense.